# Tong Cheong
Tong Cheong est un photographe chinois du XIXe siècle qui opérait à Yokohama au Japon. Cheong fit de la publicité pour ses services d'imprimeur et de photographe dans le journal Japan Directory en 1884, proposant des albums souvenirs de "Vues et costumes du Japon". La publicité de 1885 pour son affaire, désormais appelé Tong Cheong frères, ne fait plus mention de photographie, mais simplement de ses services en tant qu'imprimeur et relieur. Après une période durant laquelle de nombreux photographes étrangers vivaient et travaillaient au Japon, il ne restait plus que Cheong et Adolfo Farsari en 1886 encore en activité dans ce pays. L'année suivante, Cheong quitta le Japon. Il est possible que Tong Cheong ait un lien de parenté avec Hong Cheong, un autre propriétaire d'un studio photographique à Yokohama entre 1875 et 1885.